# العلاقات السويدية السنغافورية
العلاقات السويدية السنغافورية هي العلاقات الثنائية التي تجمع بين السويد وسنغافورة.

## مقارنة بين البلدين
هذه مقارنة عامة ومرجعية للدولتين:
| وجه المقارنة                                              | السويد                                                                               | سنغافورة                                                             |
| --------------------------------------------------------- | ------------------------------------------------------------------------------------ | -------------------------------------------------------------------- |
| المساحة (كم2)                                             | 450.30 ألف                                                                           | 719                                                                  |
| عدد السكان (نسمة)                                         | 10.16 مليون                                                                          | 5.89 مليون                                                           |
| الكثافة السكانية (ن./كم²)                                 | 22.56                                                                                | 819.19 ألف                                                           |
| العاصمة                                                   | ستوكهولم                                                                             | سنغافورة                                                             |
| اللغة الرسمية                                             | اللغة السويدية، لغات السامي، اللغة الفنلندية، منكيلي، اللغة الرومنية، اللغة اليديشية | لغة إنجليزية، اللغة الملايو، اللغة الصينية القياسية، اللغة التاميلية |
| العملة                                                    | كرونة سويدية                                                                         | دولار سنغافوري                                                       |
| الناتج المحلي الإجمالي (بليون دولار)                      | 538.04 مليار                                                                         | 323.91 مليار                                                         |
| الناتج المحلي الإجمالي (تعادل القوة الشرائية) بليون دولار | 469.01 مليار                                                                         | 472.59 مليار                                                         |
| الناتج المحلي الإجمالي الاسمي للفرد دولار أمريكي          | 50.58 ألف                                                                            | 52.89 ألف                                                            |
| الناتج المحلي الإجمالي للفرد دولار أمريكي                 | 45.30 ألف                                                                            | 82.76 ألف                                                            |
| مؤشر التنمية البشرية                                      | 0.907                                                                                | 0.925                                                                |
| رمز المكالمات الدولي                                      | +46                                                                                  | +65                                                                  |
| رمز الإنترنت                                              | .se                                                                                  | .sg                                                                  |
| المنطقة الزمنية                                           | توقيت وسط أوروبا، ت ع م+01:00، ت ع م+02:00، أوروبا/ستوكهولم ‏                         | ت ع م+08:00، توقيت سنغافورة المنسق ‏                                  |

## منظمات دولية مشتركة
يشترك البلدان في عضوية مجموعة من المنظمات الدولية، منها:
| علم المنظمة | اسم المنظمة                               | تاريخ انضمام السويد | تاريخ انضمام سنغافورة |
| ----------- | ----------------------------------------- | ------------------- | --------------------- |
|             | بنك التنمية الآسيوي                       | 1966                | 1966                  |
|             | مؤسسة التنمية الدولية                     | 24 سبتمبر 1960      | 27 سبتمبر 2002        |
|             | يونسكو                                    | 23 يناير 1950       | 8 أكتوبر 2007         |
|             | وكالة ضمان الاستثمار متعدد الأطراف        | 12 أبريل 1988       | 24 فبراير 1998        |
|             | الأمم المتحدة                             | 19 نوفمبر 1946      | 21 سبتمبر 1965        |
|             | الاتحاد البريدي العالمي                   | ?                   | ?                     |
|             | البنك الدولي للإنشاء والتعمير             | 31 أغسطس 1951       | 3 أغسطس 1966          |
|             | المنظمة الهيدروغرافية الدولية             | ?                   | ?                     |
|             | الاتحاد الدولي للاتصالات                  | 1866                | 22 أكتوبر 1965        |
|             | منظمة حظر الأسلحة الكيميائية              | ?                   | ?                     |
|             | مؤسسة التمويل الدولية                     | 20 يوليو 1956       | 4 سبتمبر 1968         |
|             | المركز الدولي لتسوية المنازعات الاستشارية | 28 يناير 1967       | 13 نوفمبر 1968        |
|             | منظمة التجارة العالمية                    | 1995                | ?                     |
|             | منظمة الشرطة الجنائية الدولية             | ?                   | ?                     |

## وصلات خارجية
- موقع وزارة الخارجية السويدية
- موقع وزارة الخارجية السنغافورية